# 長谷川信
長谷川 信（はせがわ しん、1918年12月4日 - 1990年10月28日）は、日本の政治家。参議院議員（3期）。位階は従三位。勲等は勲一等。

## 人物・来歴
新潟県長岡市で生まれ育つ。旧制新潟県立長岡中学校（現新潟県立長岡高等学校）卒業後、旧制第一早稲田高等学院（現在の早稲田大学の教養課程）入学している。その後は、父の死去に伴い旧制早稲田高等学院を中退し、17歳で長谷川酒造社長に就任する。
その後、戦時中は1942年5月、南西方面艦隊海軍民政府に志願し、インドネシアのセレベス島マカッサルに勤務したとされている。1944年12月、帰国した。
終戦後、青年団活動を経て、上組村議、宮内町議、長岡市議を2期、新潟県議会議員を4期を務めあげた。
1977年5月の亘四郎死去に伴う第10回参議院議員通常選挙新潟県選挙区補欠選挙に自民党公認で立候補し初当選した。党内では田中派に所属した。1979年、第2次大平内閣郵政政務次官に就任。
1987年7月、経世会が結成され、田中派が竹下派、二階堂グループ、中立系に3分裂した際は、竹下、二階堂どちらにも与せず、中立系無派閥となった。
1990年2月、第2次海部内閣の法務大臣として初入閣する。しかし同年9月3日、法務大臣として天皇明仁に内奏（内政報告）後、皇居内で倒れてそのまま東京都港区の虎の門病院に搬送された。同月13日、脳卒中を理由に法務大臣を辞任した。なお、呼吸器の病気により閣議を欠席していた北海道開発庁長官兼沖縄開発庁長官の砂田重民も同日に辞任している。
参議院議員在職中となる同年10月28日、急性心不全のため、虎の門病院で死去した。71歳没。同年11月1日、特旨を以て位記を追賜され、死没日付をもって従三位勲一等に叙され、瑞宝章を追贈された。哀悼演説は、同年11月2日、参議院本会議で鈴木省吾により行われた。
長谷川の死去に伴う欠員補充の補欠選挙は、同年12月9日に執行され、後継の真島一男が当選している。なお、長谷川の子息である長谷川道郎は、父の死去から約5年後の1995年7月の第17回参議院議員通常選挙で新進党から立候補し当選、参議院議員を1期務めている。

## エピソード
大下英治の著書で、1987年の自民党総裁選挙で竹下登が田中角栄邸に挨拶するかしないかで悩んでいたところ、竹下の後見人である金丸信が「田中の信頼厚い長谷川なら、同郷のよしみで田中邸にフリーパスで行ける」と発言し、竹下が田中の代理人である長谷川を介して田中に出馬の挨拶をしたという。

## 家族
- 長男 - 長谷川道郎（元参議院議員）[5]。